# Tin Machine
Tin Machine (рус. Жестяной Механизм) — хард-рок группа, сформированная в 1988 году, в первую очередь известная тем, что фронтменом коллектива был музыкант Дэвид Боуи. Группа записала два студийных альбома и просуществовала до 1992 года, когда Боуи распустил коллектив и вернулся к сольной карьере. К концу 2012 года группа, как стало известно, продала два миллиона альбомов.
Барабанщик Хант Сэйлc сказал, что название группы отражает звучание группы,а Дэвид заявил, что он и его участники группы объединились, «чтобы сделать такую музыку, которую мы бы с удовольствием слушали» и восстановить себя в творческом плане. Позже Боуи описал свое времяпровождение с Tin Machine как инструмент для оживления своей карьеры после 1980-х годов.

## История

### 1987-1988: Зарождение группы
Альбом Боуи Never Let Me Down и последующий за ним тур Glass Spider Tour оставили критиков равнодушными, и певец знал об их низком качестве. Стремясь вернуться к созданию музыки для себя, а не широкой аудитории, которую он приобрел после альбома Let's Dance, Боуи начал сотрудничать с Ривзом Гэбрелсом (который подтолкнул певца вновь открыть для себя его экспериментальные стороны) и мультиинструменталистом Эрдалом Кизилкей, работая над новым материалом в 1988 году.
Боуи и Гэбрелс познакомились через тогда ещё жену Гэбрелса Сару Терри, которая была одним из менеджеров мирового турне Дэвида Боуи в 1987 году Glass Spider world tour. Ривз и Боуи сдружились после посещения пары достопримечательностей. Примечательно, что при знакомстве Гэбрелс не упоминал, что сам был музыкантом. Общие интересы в области поп-культуры и изобразительного искусства давали более множество поводов для разговоров, как рассказывал Гэбрелс в последующих интервью. В конце тура Боуи любезно спросил Терри, не может ли он что-нибудь для нее сделать, на что в ответ Терри дал Дэвиду кассету с записью игры Габреля на гитаре. Несколько месяцев спустя, прослушав запись, Боуи позвонил Гэбрельсу, чтобы пригласить его вместе записать пару музыкальных композиций. Боуи сказал ему, что он чувствует, что «потерял зрение» и ищет способы вернуть его обратно. После месяца совместной работы Гэбрелс спросил Боуи, что он хочет от него, и, по словам Гэбрелса, Боуи сказал: «Мне нужен кто-то, кто может сделать смесь Бека, Хендрикса, Белью и Фриппа, а также немного Стиви Рэя и Альберта Кинга».
Первым удачным итогом их сотрудничества была новая версия песни Боуи 1979 года — «Look Back in Anger», исполненная на Intruders At The Palace, которую Боуи написал вместе с Брайаном Ино в 1979 году для альбома Lodger для благотворительного концерта в лондонском Институте Современного Искусства (ICA). 1 июля 1988 года Боуи был приглашен для выступления с авангардной танцевальной труппой La La La Human Steps. Дэвид пел, играл и танцевал с членами труппы, в то время как  на сцене три музыканта (Гэбрелс на гитаре, Кевин Армстронг на гитаре и Эрдал Кызылчай на басу) играли новую 7-минутную партитуру, которую Гэбрелс создал из 3-минутной песни; новый материал содержал барабанные партии, записанные Кызылчаем. В одном из интервью Боуи говорит: «Мы пошли в студию, чтобы перестроить трек, мне нравится жесткая волна гитарного звука, которую мы в него включаем»
Гэбрелс и Боуи начали планировать концептуальный альбом по мотивам пьесы «East» Стивена Беркоффа, с целью записать его как сольный альбом Боуи, но вскоре от этой идеи отказались. Музыканты начали работать с продюсером Тимом Палмером над новым материалом, но ещё не знали, кто будет играть на их альбоме. Они рассматривали вариант с Терри Боццио на барабанах и Перси Джонсом на басу, но Дэвид, который встретил Тони Сейлза в Лос-Анджелесе на вечеринке по случаю его тура Glass Spider, убедил Тони позвонить своему брату Ханту, чтобы они снова могли работать вместе, как когда они все работали над альбомом Lust for Life Игги Попа. Тони рассказывал, что Боуи «Думал о том, чтобы собрать что-то вместе. Он не знал точно, что хочет делать, но хотел, чтобы я и Хант встретились с Ривзом и вместе написали бы что-нибудь».
Сам Боуи был удивлен тем, как все сложилось с группой, он говорил: «Я никогда не хотел быть участником группы, пока мы не собрались вместе. И пока мы не собирались вместе, мне и в голову не приходило, что именно этим я и хочу заниматься. Запись материала заняла примерно неделю, а затем мы полностью осознали музыкальный стиль того, что мы делали и мы хотели придерживаться его. Я был совершенно рад уйти и сделать сольный альбом, но меня волновали некоторые вещи, которые я привнес в группу и которые были безвозвратно изменены. Но такова природа группы».
Дэвид был доволен тем, что участники группы сдружились, назвав легкость, с которой это вышло  «вдохновенной догадкой». Хант и Тони (сыновья комика Супи Сейлса) поддерживали веселое настроение во время звукозаписей и интервью. Позже Боуи отверг идею о том, что Ривз, Хант и Тони поддерживали членов его группы. Боуи также уточнил, что группа прекратит свое существование в тот момент, когда она перестанет быть музыкальным опытом для любого из Tin Machine. Никто из нас не хочел попасть в такую ситуацию, когда группа делает альбомы, потому что есть контракт. Боуи говорил, что все четыре члена группы делят интервью поровну между собой и когда у него берут интервью должен присутствовать и другой участник группы. Он сделал уточнение, что он не приглашал других присоединиться к «его» группе, скорее «группа буквально собралась вместе».
Затем они начали планировать концептуальный альбом по мотивам пьесы «East» Стивена Беркоффа, с целью записать его как сольный альбом Боуи, но вскоре от этой идеи отказались. Боуи и Гэбрелс начали работать с продюсером Тимом Палмером над новым материалом. Боуи взял к себе на работу братьев Ханта и Тони Сэйлсов (сыновей комика Супи Сэйлса) в качестве ритм-секции. Боуи уже работал с братьями над альбомом Lust for Life Игги Попа и столкнулся с ними на вечеринке в Лос-Анджелесе, в этот период.
Братья Сэйлсы перешли от арт-рокового звучания репетиций в Нассау, к хард-року, а Дэвид Боуи обратил внимание на одну из своих любимых групп в то время The Pixies, для вдохновения. Сэйлсы привнесли в процесс записи альбома больше спонтанности, большинство песен было записано с первого раза, лирика также оставалась довольно сырой, тем самым у группы получилось рваное, панк-рок звучание, похожее, на The Pixies.
В более поздних интервью группа утверждала, что на их раннее музыкальное творчество оказали влияние Джин Крупа, Чарли Мингус, Джими Хендрикс, Гленн Бранка, Mountain, Cream и The Jeff Beck Group.
По словам Боуи, когда группа формировалась, они решили, что будут играть от альбома к альбому, и что «если мы всё ещё будем ладить друг с другом — что было приоритетом — то мы продолжим».
Группа соблюдала определенный уровень анонимности, задуманный Боуи, очень необходимый после его частого появления на публике 1980-х, и он был счастлив позволить остальной членам группы (особенно Ханту Сэйлсу) взять на себя инициативу в интервью.

#### Название группы
Группа выбрала название Tin Machine в честь одной из написанных ими песен. Тони Сэйлс пошутил, поскольку все четыре участника были разведены, когда группа образовалась, что группа должна была называться «The Four Divorcés» или «Alimony Inc». Гэбрелс предложил назвать группу «White Noise», но Боуи отверг это предложение, так как он считал, что оно слишком «расистское». Название «Leather Weasel» было рассмотрено, но быстро отброшено. Позже Гэбрелс остановился на выборе ныне существующего названия, сказав, что название группы «работало для нас на нескольких уровнях. Архаика — это идея жести, которая до сих пор есть везде: жестяные банки, когда вы идете в супермаркет; когда вы идете по улице, вы находите ржавую жесть. Это такой якобы архаичный материал, но он есть везде. Вроде как идея о том, что мы играем эту музыку, а не используем драм-машины, секвенсоры и тому подобное. Есть точка, в которой всё сошлось. По крайней мере, для нас. В том числе из-за отсутствия лучшего названия».

### 1988–1989: Первый альбом и тур
Одноименный, первый альбом группы имел смешанные, но в общем положительные отзывы, после выхода в мае 1989 года, получив благоприятные сравнения с тремя предыдущими сольными альбомами Боуи. Тем не менее, многие критики относились презрительно к последней попытке Боуи заново открыть себя, в роли бородатого участника группы. Изначально, альбом был успешен в коммерческом плане и продавался хорошо, достигнув #3 в хит-парадах Великобритании, но продажи быстро снизились. Гэбрелс утверждал в 1991 году, что продажи первого альбома были «в десять раз лучше», чем он ожидал. Во время выпуска альбома Дэвид Боуи был в восторге от группы и проделанной ими работы, и чувствовал, что группа должна выпустить «еще по меньшей мере два альбома».
Вопреки распространенному мнению, первое совместное живое выступление группы состоялось на International Rock Awards 31 мая 1989 года. До этого группа играла необъявленное шоу в Нассау. Боуи вспоминал: «Мы приехали в клуб в Нассау, где записывали четыре или пять песен. Мы пошли в клуб и просто сделали это. — Мы только что поднялись на сцену, - добавил Гэбрелс, — и мы услышали, как все эти голоса шепчут: "это Дэвид Боуи! Нет, это не может быть Дэвид Боуи, у него есть борода!"».
Участники группы говорили, что некоторым поклонникам и критикам не понравилась новая роль Боуи в группе. Тони Сейлс сказал: «в основном люди злятся тому, что Дэвид не изображает Дэвида Боуи». Боуи подтвердил, что живые выступления Tin Machine будут «нетеатральными» в отличие от его последнего тура.
Группа провела скромный тур, выступая на небольших площадках между 14 июня и 3 июля 1989 года, продолжив запись дальнейшего материала в Сиднее. Во время этих репетиций группа Tin Machine пропагандировала серфинг на альбоме-сборнике «Beyond the Beach», с новой инструментальной композицией под названием «Needles on the Beach». Частичная запись их шоу из этого тура, записанная в La Cigale в Париже 25 июня 1989 года, была выпущена в цифровом формате в августе 2019 года.

### 1990-1991: Второй альбом и тур
Группа сделала перерыв в творческой деятельности, в то время как Боуи провел сольный тур Sound + Vision Tour. В декабре 1990 года Боуи ушёл с лейбла EMI. Обе стороны заявили, что раскол произошёл в дружественной атмосфере, хотя Боуи считает, что EMI отказались выпустить ещё один альбом Tin Machine, попытавшись добиться от него ещё одного альбома, похожего на Let's Dance. В марте 1991 года группа подписала контракт с Victory Music, новым лейблом запущенным JVC, дистрибьюторами которого являлись лейблы London Records и PolyGram, и сделала запись некоторого нового материала. Этот материал был объединен с композициями, написанными на репетициях в Сиднее, чтобы сформировать альбом Tin Machine II. На этот раз коммерческий успех был ещё более мимолетным, и Дэвид уже устал быть скованным рамками одной группы. Альбом был описан как «такой же грязный и извращенный [как и их первый альбом], но более R&B и менее резкий».  Гэбрелс объяснил разницу между первым и вторым альбомом тем, что ко второму альбому «мы знали друг друга как музыкантов. ... Она была не такой плотной. Мы действительно оставили больше места, чтобы Дэвид придумал несколько интересных мелодий. На этой пластинке было больше места для вокала».
В конце 1991 года Боуи повторил, что он все еще счастлив быть в группе в то время, заявив: «Я доволен. ... Я получаю огромное удовлетворение от работы с Tin Machine» и Гэбрелс согласился: «Мы делаем именно то, что хотели».
В период с 5 октября 1991 до 17 февраля 1992, группа провела больший тур, известный как It’s My Life Tour. В этом туре, к группе присоединился гитарист Эрик Шермерхорн, который в дальнейшем продолжил играть у друга Боуи, Игги Попа. 23 ноября 1991 года группа была музыкальным гостем во время 17-го сезона Saturday Night Live.

### 1992: Концертный альбом и конец группы
Композиции записанные в  It’s My Life Tour были выпущены в июле 1992 года, на альбоме Tin Machine Live: Oy Vey, Baby. Альбом плохо продавался, и было предположение, что отсутствие коммерческого успеха было одной из причин того, что группа в конечном счете распалась. В 1990 году Боуи знал, что вернется к сольной работе, но не из-за того, что ему не нравилось работать с группой. Он сказал: «У меня есть очень конкретные идеи о том, что я хочу делать как сольный исполнитель, и я начну работать сольно в конце следующего года [1991], снова совершенно не так, как я работал раньше». Вскоре после выхода Oy Vey, Baby, Боуи вернулся к сольному творчеству со своим синглом «Real Cool World», но он сохранил намерение вернуться в студию с Tin Machine в 1993 году для третьего альбома. Но этим планам не суждено было осуществиться, и вскоре группа распалась. Были предположения, что прогрессирующая наркомания Ханта Сэйлса была причиной окончания существования группы, но о роспуске Tin Machine Боуи сказал: «Личные проблемы внутри группы стали причиной ее гибели. Не мне говорить о них, но нам стало физически невозможно продолжать работать дальше. И на самом деле это довольно грустно».
Дэвид продолжал сотрудничать с Гэбрелсом, который работал с ним на четырёх альбомах после распада Tin Machine: Black Tie White Noise (Гэбрелс принял участие в записи лишь одной композиции), 1.Outside, Earthling и 'hours…', после последнего альбома, Гэбрелс почувствовал, что Боуи двигался в более мягком, мелодичном направлении, что не соответствовало его музыкальным взглядам и их пути разошлись в профессиональном плане. В некоторых интервью он также выразил своё разочарование по поводу ретроспективных проектов, которые Боуи планировал в то время (альбом «Toy», а также Ziggy 2002 project), что также сыграло свою роль в намерении его расставания с Боуи.

## Наследие группы
Группа заработала разные отзывы за свою короткую карьеру. В более поздние годы музыкальные критики отзывались о группе более тепло, и мнение о Tin Machine было резко пересмотренно. Один критик предположил, что его причиной плохого восприятия альбомов группы было то, что музыка Tin Machine несколько опередила свое время, и что группа «исследовала альтернативный рок и гранж еще до того, как эти стили стали широко известны». Другой критик согласился с ещё одним предположением о том, что Tin Machine и Боуи были «Пророком, голосом в пустыне, предсказывающий приход такой группы как Nirvana. В то время Nirvana трудилась в Сиэтле, не имея известности, толкая свой дебютный альбом Bleach на Sub Pop при каждом выступлении, которое они играли». Тим Палмер, продюсировав два студийных альбома Tin Machine, продолжал обрабатывать гранж-альбом Ten группы Pearl Jam в 1991 году, а позже напомнил Гэбрельсу, что однажды он пришел в студию, чтобы найти Pearl Jam, слушающих «Heaven's in Here» Tin Machine.
В 1996 году Боуи размышлял о своем времени с Tin Machine: «к лучшему или худшему было это, но работа с группой помогла мне определить, что я делал не так. Я чувствую, что это помогло мне восстановиться как музыканту. Я действительно чувствую, что в течение последних нескольких лет я снова полностью ответственен за свой творческий путь. Я работаю по своим собственным критериям. Я не делаю ничего такого, за что мне было бы стыдно в будущем, или такого, что, когда я оглянулся бы назад и сказал, что мое сердце не лежало в этом».
В 1997 году, когда Дэвида спросили, считает ли он, что группа все ещё недооценена, Боуи сказал: «Это интересный вопрос, не так ли? Поскольку песни с годами предстают в разных формах, я предполагаю, что в конечном итоге они будут оцениваться по-другому. Я не уверен, что люди когда-нибудь смогут полностью прочувствовать творчество группы, но с годами, я думаю, они станут менее враждебными. Я думаю, что это была довольно смелая группа, и что было сделано несколько очень хороших работ, которые со временем ещё проявят себя».

Несмотря на некоторые сообщения о том, что Боуи был недоволен работой в группе, за годы работы с Tin Machine он несколько раз заявлял, что счастлив работать в группе. Для Дэвида время, проведенное с групой было способом оживить себя и свою карьеру. В марте 1997 года он назвал группу «спасательным кругом», говоря о Ривзе Гэбрелсе как о источник своей новой энергии:
Ривз отвел меня от моей обыденности и потратил много часов, объясняя все очень просто. "Прекрати это делать" — вот, по-моему, ключевая фраза, которую он использовал. — Прекрати это делать. — Но ты же знаешь, у меня есть все эти шоу, которые я должен делать, и я ненавижу делать эти хиты, и ... — Прекрати это делать. — Это и было то самое рассуждение, которое я сначала счел чрезвычайно сложным для понимания. И тут меня осенило — он имел в виду "стоп". И я это сделал.

## Музыканты

### Участники группы
- Дэвид Боуи: вокал, ритм-гитара, саксофон
- Ривз Гэбрелс: гитара, бэк-вокал
- Тони Сэйлс: бас, бэк-вокал
- Хант Сэйлс: ударные, перкуссия, бэк-вокал

### Дополнительные музыканты
Музыканты, которые выступали с группой на гастролях или записывали песни в студии, но не являющиеся участниками самой группы.
- Кевин Армстронг — английский гитарист, играл на первом студийном альбоме группы и участвовал в их первом туре.
- Эрик Шермерхорн — американский гитарист, который играл на втором туре и участвовал в записи альбома Tin Machine Live: Oy Vey, Baby (1992).

## Дискография

### Студийные альбомы
- Tin Machine — 23 мая, 1989 (UK #3, US #28)
- Tin Machine II — 2 сентября, 1991 (UK #23, US #126)

### Концертные альбомы
- Tin Machine Live: Oy Vey, Baby — 27 июля, 1992 (не попал в хит-парады)
- Live at La Cigale, Paris, 25th June, 1989 — 2019 (только на цифровых носителях)[39]

### Синглы
| Год  | Название                             | Высшая позиция       | Высшая позиция        | Высшая позиция            | Высшая позиция | Альбом         |
| Год  | Название                             | US Billboard Hot 100 | US Modern Rock Tracks | US Mainstream Rock Tracks | UK Pop Chart   | Альбом         |
| ---- | ------------------------------------ | -------------------- | --------------------- | ------------------------- | -------------- | -------------- |
| 1989 | «Under the God»                      | —                    | #4                    | #8                        | #51            | Tin Machine    |
| 1989 | «Heaven’s in Here»                   | —                    | #12                   | —                         | —              | Tin Machine    |
| 1989 | «Tin Machine»/«Maggie’s Farm (Live)» | —                    | —                     | —                         | #48            | Tin Machine    |
| 1989 | «Prisoner of Love»                   | —                    | —                     | —                         | #77            | Tin Machine    |
| 1991 | «You Belong in Rock n' Roll»         | —                    | —                     | —                         | #33            | Tin Machine II |
| 1991 | «Baby Universal»                     | —                    | #21                   | —                         | #48            | Tin Machine II |
| 1991 | «One Shot»                           | —                    | #3                    | —                         | —              | Tin Machine II |